# Exposição Internacional de Eletricidade de 1883

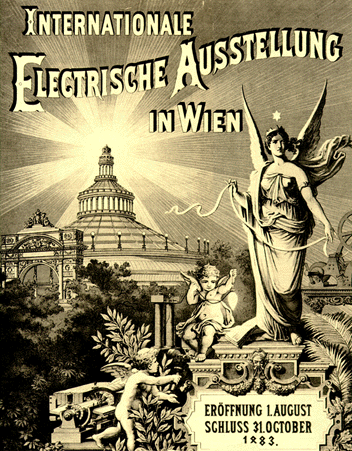
Cartaz oficial da exposição

A Exposição Internacional de Eletricidade de 1883 ocorreu de 16 de agosto a 31 de outubro de 1883, no local em torno da Rotunde de Viena. Foi a terceira de uma série de exposições internacionais de eletricidade que foram baseadas na "Exposition de l’électricité" e 1881 em Paris e na "Electricitäts-Ausstellung" de 1882 em Munique, que ocorreram na Europa no final do século XIX e início do século XX, fornecendo um painel abrangente e completo da engenharia elétrica na época.
A exposição marcou de forma geral um ponto de virada no uso da engenharia elétrica no uso público na Áustria.

## Abertura e transcurso
A abertura cerimonial ocorreu no dia 16 de agosto por Rodolfo, Príncipe Herdeiro da Áustria, na presença do diretor da exposição Karl Pfaff, no Kaiserpavillon. A importância do uso da eletricidade na sociedade pode ser vista pelo fato de o príncipe herdeiro "de uma maneira particularmente benevolente, expressar sua apreciação aos industriais de arte pelas realizações pelas quais eles deram à luz elétrica a oportunidade de aplicar todos os seus efeitos". Seu passeio pela exposição durou três horas, que ele empreendeu como outros 4.000 visitantes no primeiro dia. A admissão no dia inaugural foi apenas para convidados; nos outros dias a visita à exposição custava 40 gulden.
Em 31 de outubro foi decidida a extensão da exposição para 4 de novembro. Em reconhecimento aos funcionários da exposição, também foi decidido no último dia que seriam pagos todos os dias trabalhados até 4 de novembro. A exposição foi visitada por um total de 872.211 pessoas.

## Exposição

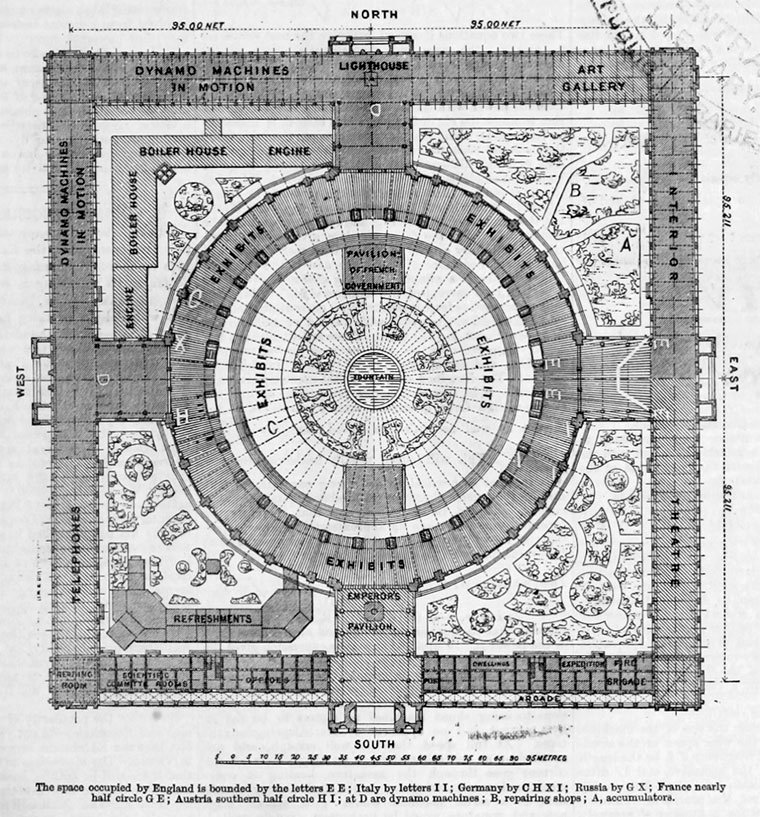
Mapa da exposição

No total participaram 575 expositores nacionais e internacionais. A França foi o segundo maior expositor, depois da Áustria. Outros participantes foram Alemanha, Bélgica, Inglaterra, Itália, Dinamarca, Turquia, Rússia e Suíça.
Somente a iluminação interior da Rotunde foi considerada um evento. Na torre de iluminação da Rotunde havia uma lâmpada com uma luminosidade de 40.000 velas. Outras 20 lâmpadas, cada uma com 4.000 "velas" brilhavam na galeria. Outras também brilhavam na galeria inferior. As luminárias individuais eram de diferentes fabricantes, como de František Křižík, de Schuckert & Co. ou Károly Zipernowsky. Ainda hoje, aparentes curiosidades como gás combinado e lâmpadas incandescentes foram mostradas lá.
A Leobersdorfer Maschinenfabrik apresentou seu teleférico elétrico na exposição, que prontamente teve aberta uma ação judicial de um concorrente, que reivindicou a tecnologia do transportador de veículo com base em uma patente imperial, que foi reconhecida pelo Tribunal Distrital de Leopoldstadt. A peça em questão foi substituída em alguns dias.
A administração telegráfica austríaca e a Ferrovias Austríacas dominavam a área de exibição na Rotunde. O foco estava no equipamento de telégrafo e no material da linha de telégrafo que eram usados nas estações de telégrafo. A Ferrovias Austríacas apresentou seus sistemas elétricos de sinalização e iluminação ferroviária, bem como uma ferrovia com vagões eletricamente iluminados que foram diretamente para o interior da Rotunde.

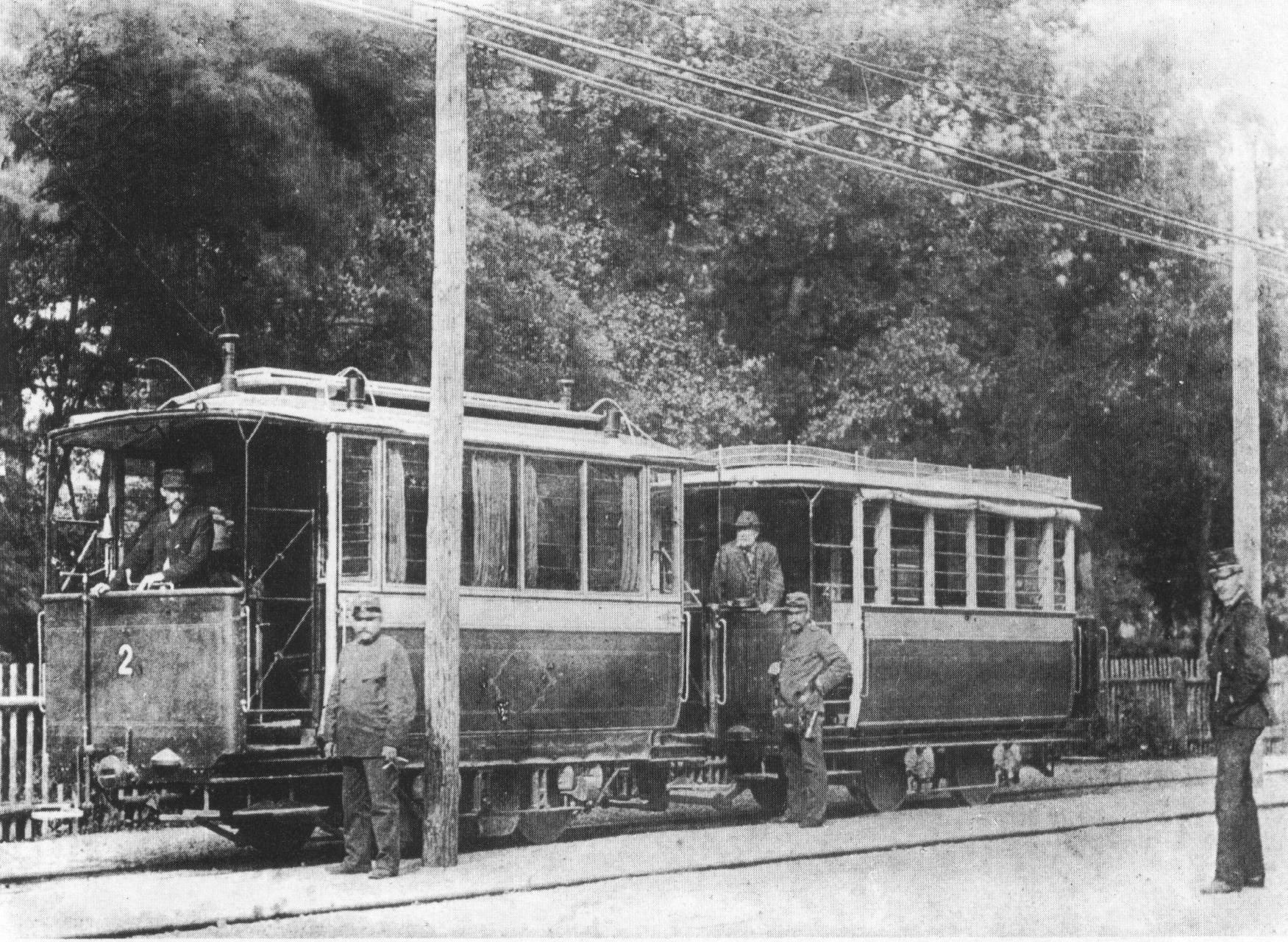
Bonde elétrico de 1883